# Irish League 1912-1913
L'Irish League 1912-1913 è stata la 23ª edizione della prima divisione del campionato nordirlandese di calcio.
Il campionato era formato da dieci squadre  e il Glentoran vinse il titolo.

## Classifica finale
| Pos. | Squadra        | G  | V  | N | P  | GF | GS | Punti |
| ---- | -------------- | -- | -- | - | -- | -- | -- | ----- |
| 1    | Glentoran      | 18 | 12 | 2 | 4  | 37 | 16 | 26    |
| 2    | Distillery     | 18 | 11 | 2 | 5  | 34 | 17 | 24    |
| 3    | Linfield       | 18 | 9  | 5 | 4  | 29 | 23 | 23    |
| 4    | Glenavon       | 18 | 9  | 2 | 7  | 25 | 17 | 20    |
| 5    | Cliftonville   | 18 | 8  | 3 | 7  | 23 | 23 | 19    |
| 6    | Bohemians      | 18 | 8  | 2 | 8  | 31 | 28 | 18    |
| =    | Belfast Celtic | 18 | 7  | 4 | 7  | 24 | 26 | 18    |
| =    | Shelbourne     | 18 | 7  | 4 | 7  | 20 | 23 | 18    |
| 9    | Derry Celtic   | 18 | 3  | 3 | 12 | 17 | 39 | 9     |
| 10   | Tritonville    | 18 | 2  | 1 | 15 | 27 | 55 | 5     |

G = Partite giocate; V = Vittorie; N = Nulle/Pareggi; P = Perse; GF = Goal fatti; GS = Goal subiti; 